# Качаловка (река)
Качаловка — река в России, течёт по территории Ловозерского района и ЗАТО город Островной Мурманской области. Вытекает из озера Качаловское на высоте 206 м над уровнем моря. Впадает Святоносский залив Баренцева моря. Длина реки составляет 19 км, площадь водосборного бассейна 63 км².

## Данные водного реестра
По данным государственного водного реестра России относится к Баренцево-Беломорскому бассейновому округу, водохозяйственный участок реки — реки бассейна Белого моря от западной границы бассейна реки Иоканга (мыс Святой Нос) до восточной границы бассейна реки Нива, без реки Поной. Речной бассейн реки — бассейны рек Кольского полуострова и Карелии, впадает в Белое море.
Код объекта в государственном водном реестре — 02020000212101000005406.